# Cerebròsid
Els cerebròsids són glicoesfingolípids, importants components del múscul i de la membrana cel·lular nerviosa, molècules del sistema nerviós central i perifèric, que pertanyen a la beina de mielina dels nervis.

## Estructura

β-D-Galactosilceramida, un galactocerebròsid.

L'estructura fonamental dels esfingolípids i, per tant, dels glicoesfingolípids, grup al qual pertanyen els cerebròsids, és la ceramida (esfingosina + àcid gras). A la ceramida hi trobem dues cadenes hidrocarbonades: una que pertany a l'esfingosina i l'altra pròpia de l'àcid gras. Els cerebròsids consten d'una molècula de ceramida a la qual s'uneix un monosacàrid mitjançant un enllaç β-glicosídic en el grupo hidroxil de la ceramida. El monosacàrid pot ser tant glucosa com galactosa, la qual cosa origina dues famílies de cerebròsids, els glucosilcerebròsids y els galactosilcerebròsids. Els sulfàtids són èsters d'àcid sulfúric d'un cerebròsid, raó per la qual posseeixen una galactosa esterificada amb sulfat al carboni 3. El galactocerebròsid-3-sulfat és el principal sulfolípid en el cervell i suposa vora el 15% dels lípids de la substància blanca.
Els principals àcids grassos que formen part dels cerebròsids són:
- Àcid lignocèric o querosina: CH₃–(CH₂)22–COOH
- Àcid cerebrònic o frenosina: CH₃–(CH₂)21–CHOH–COOH
- Àcid nervònic o nervó: CH₃–(CH₂)₇–CH=CH–(CH₂)13–COOH
- Àcid oxinervònic u oxinervó: CH₃–(CH₂)₇–CH=CH–(CH₂)₁₂–CHOH–COOH

## Funció
Mentre que els galactosilcerebròsids es troben de manera característica a les membranes plasmátiques de les cèl·lules del teixit nerviós, els glucosilcerebròsids es troben només en cèl·lules de teixit no nerviós.
Els galactosilcerebròsids són presents a tots els teixits nerviosos i poden arribar a representar el 2% del pes deshidratat de la substància grisa i el 12% de la matèria blanca. Són el principal constituent dels oligodendrocits. Són especialment abundants, igual que les esfingomielines, a les beines mielíniques que envolten els axons d'algunes neurones.
Els glucosilcerebròsids són presents en baixos nivells a les cèl·lules animals de la melsa, eritròcits i també en alguns teixits nerviosos. Són els principals components dels lípids de la pell, on són essencials per a la formació del cos laminar a la capa còrnia i per al manteniment de la barrera d'hidropermeabilitat de la pell. Els glucosilcerebròsids són els únics glucoesfingolípids comuns a plantes, fongs i animals; i els principals a les cèl·lules vegetals —els galactosilcerebròsids, per la seva banda, no han estat trobats en plantes. Són el principal component de les capes externes de la membrana plasmàtica.

## Síntesi
La biosíntesi de los cerebròsids requereix una transferència directa del sucre d'un nucleòtid, com la uridina 5-difosfat (UDP)-galactosa, o la UDP-glucosa a la ceramida. La reacció catalitzada per la glucosiltransferasa dona com a resultat una inversió de l'estereoquímica de l'enllaç glicosídic, passant del tipus α al β. La síntesi dels cerebròsids té lloc en el reticle endoplasmàtic i a les membranes citosòliques de l'aparell de Golgi.

## Propietats físiques
El punt de fusió dels cerebròsids és considerablement més alt que la temperatura fisiològica del cos, >37.0 °C, la qual cosa els dota d'una estructura paracristalina, semblant a la del cristall líquid. Les molècules de cerebròsids poden formar fins a vuit enllaços d'hidrogen entre els hidrògens polars del sucre i els grups amida i hidroxil de l'esfongosina, base de la ceramida. Aquests ponts d'hidrogen presents en los cerebròsids porten com a conseqüència un aïllament compacte de les molècules i l'aparició d'una temperatura de transició. Els cerebròsids, juntament amb el colesterol, són freqüents en els microdominis de basses lipídiques (lipids raft), que són llocs importants per a la unió de proteïnes, i també en els receptors d'interaccions enzimàtics.

## Catabolisme
La degradació dels cerebròsids té lloc en el lisosoma, el qual a les cèl·lules animals conté enzims digestius. Els lisosomes trenquen els cerebròsids en els seus principals components: esfingosina, sucre i àcid gras.

## Anàlisi química
L'anàlisi dels cerebròsids pot dur-se a terme mitjançant una cromatografia de capa fina d'alta resolució, una cromatografia líquida d'alta resolució (HPLC) i una espectrometria de masses. La HPLC de fase revers és el mètode estàndard de separació d'espècies moleculars, sovint després d'una benzoilació, el que permet detectar els lípids mitjançant una espectrometria ultraviolada.

## Rol en malalties
Un defecte en la degradació dels glucosilcerebròsids origina la malaltia de Gaucher; el mateix defecte en el cas dels galactosilcerebròsids determina la malaltia de Krabbe. En aquesta darrera s'acumulen quantitats incrementades de galactocerebròsid a la substància blanca degut a una deficiència de l'enzim lisosomal galactocerebrosidada. A la malaltia de Gaucher, per la seva banda, es produeix una disfunció genètica de magatzemament de lípids que provoca increments de fins a cent vegades en el contingut de glucocerebròsids en la melsa o el fetge, a causa d'una deficiència de glucocerebrosidada lisosomal.